# Henri Perrochon
Henri Perrochon, né le 6 octobre 1899 à Provence (Vaud) et mort le 29 mars 1990 à Payerne, est un écrivain suisse.

## Biographie
Historien, privat-docent à l'Université de Lausanne, il est également président de l'Association vaudoise des écrivains de 1945 à 1969.
Il meurt le 30 mars 1990 à Payerne.

## Œuvres (choisies)
- Vinet, critique des écrivains romands ; Lausanne : Imprimerie La Concorde, 1931. (OCLC 3278468)
- Gœthe et le Pays de Vaud. ; Lausanne : Impr. Centrale S.A., 1933. (OCLC 82139315)
- Saint-Barthélemy, ombres galantes et savantes. ; Lausanne : Impr. Centrale, 1936. (OCLC 81323781)
- Jean Bordeaux, un poète du Chablais. ; Montreux : "Le Mois Suisse", Place de la paix, 1941. (OCLC 78007935)
- Lamartine et le Pays de Vaud. ; Lausanne, Impr. Centrale, 1944. (OCLC 70442529)
- Évasion dans le Romand
- Édouard Rod, Neuchâtel ; Paris : Delachaux & Niestlé, 1957. (OCLC 81908134)
- Portraits et silhouettes du passé vaudois, <1706-1897>. ; Lausanne, Éditions Spes, 1969. (OCLC 14813206)
- Le langage des Vaudois ; Lausanne : Éditions 24 heures, 1984, 1979. (OCLC 13041343)
- La Riviera vaudoise ; Genève : V. Chevalier, 1984. (OCLC 85331899)

## Distinctions
- 1947 : prix Marcelin Guérin de l'Académie française pour Évasion dans le Romand
- 1954 : prix de Joest de l’Académie française pour Quelques Vaudois
- 1963 : prix de la langue française de l’Académie française
- 1967 : prix Saintour de l’Académie française pour De Rousseau à Ramuz
- 1970 : prix René Petiet de l’Académie française pour Portraits et silhouettes du passé vaudois
- 1970 : prix des écrivains vaudois
- 1972 : prix de la langue française de l’Académie française pour Esquisses et découvertes

## Sources
- Fonds : Henri Perrochon (1712 - 1960) [8,60 mètres linéaires].  Cote : CH-000053-1 PP 834. Archives cantonales vaudoises (présentation en ligne).
- « L'Association vaudoise des écrivains - Historique par Jacques Bron- président de 1989 à 1994 », Association vaudoise des écrivains (consulté le 6 juin 2007)